# Albert Prisse
Albert Florent Joseph Prisse (Maubeuge, 24 juni 1788 – Rome, 22 november 1856) was een Belgisch minister voor de Katholieke Partij.
Hij was de zoon van Adrien Prisse en Marie-Marguerite Thomas. Hij trouwde in 1813 met Françoise Rigano (1792-1848) met wie hij vijf kinderen had. Hij hertrouwde in 1850 met Rose van Meeuwen (1801-1889), dochter van Petrus Andreas van Meeuwen, die in de periode 1819-1842 lid was van de Nederlandse Tweede Kamer der Staten-Generaal.
In 1846 legde hij verbod op, overeenkomstig de instructies van koning Leopold I, aan officieren om nog langer lid te zijn van het Belgische Grootoosten, hoewel hij zelf in de vrijmetselarij was geïnitieerd.
Prisse werd luitenant-generaal en speelde een belangrijke rol in de Belgische politiek. Zo was hij voorzitter van de commissie die belast was met het vastleggen van de grenzen tussen België en Nederland (1839-1842) en was hij buitengewoon gezant en gevolmachtigd minister in Nederland (1843-1846). Van 1846 tot 1847 was hij minister van Oorlog als extra-parlementair politicus. Nadien was hij nog chef van het Militair Huis van de Koning. Zelf katholiek, maar behorende tot een protestantse familie, had hij een goede band met de lutherse koning.